# Andrew Smith (brytyjski polityk)
Andrew David Smith (ur. 1 lutego 1952 w Wokingham) – brytyjski polityk, minister w rządach Tony’ego Blaira, członek Partii Pracy.
Wykształcenie odebrał w Reading School i w St John’s College na Uniwersytecie w Oksfordzie. W latach 1976–1987 był członkiem rady miasta Oksford. W 1983 startował bez powodzenia w wyborach do Izby Gmin w okręgu Oxford East. Ponownie wystartował w tym okręgu w 1987 i tym razem uzyskał mandat parlamentarny, który sprawuje do tej pory.
Po wyborczym zwycięstwie laburzystów w 1997 został młodszym ministrem w departamencie edukacji i zatrudnienia. W 1999 wszedł w skład gabinetu jako naczelny sekretarz skarbu. Był nim do 2002, kiedy to otrzymał stanowisko ministra pracy i emerytur. Z tego stanowiska zrezygnował 6 września 2004.
Od 26 marca 1976 jest żonaty z Valerie Miles. Ma z nią jednego syna.